# 寺澤百花
寺澤 百花（てらさわ ももか、9月18日 - ）は、日本の女性声優。千葉県出身。シグマ・セブンe所属。

## 略歴
中学1年生の頃に学校行事で披露した人形劇のキャラクターの声を演じたことや、自身のキャラを応援してくれる観客の声を聞いたことが嬉しかったことが声優を目指すきっかけとなった。吹奏楽部経験者で、パートはパーカッションで主にティンパニ担当。
シグマ・セブン付属養成所23期卒業後、2018年4月1日付けでシグマ・セブンe所属となる。
2023年放送の『柚木さんちの四兄弟。』がアニメでの初レギュラー作品となった。

## 人物
趣味は動画鑑賞、ディズニーリゾートのトリビア探し。特技は赤ちゃんの声マネ。
資格は漢字検定3級、英語検定3級、ヤマハグレード6級。

## 出演
太字はメインキャラクター。

### テレビアニメ
2023年
- 柚木さんちの四兄弟。（柚木岳）

2024年
- ダンジョン飯（生徒1）
- 響け!ユーフォニアム3（針谷佳穂）
- 喧嘩独学（ミニスカートの女性）
- 負けヒロインが多すぎる!（小鞠知花）
- 夜桜さんちの大作戦（辛三〈幼少期〉）
- ぽちゃーズ（ぽちゃキリン、ぼちゃゾウ、ぽちゃクマ、ぽちゃクジラ、ぽちゃウサギ、ぽちゃカメ、ぽちゃトラ）
- 殿と犬（2024年 - 2025年、ハル） - 4バージョン共通

2025年
- 黒岩メダカに私の可愛いが通じない（女子A、星野ゆめ、ネコ）
- 地縛少年花子くん2（生徒G、生徒D、影ナースD、少女D、お面の侍女D） - 2シリーズ
- 不遇職【鑑定士】が実は最強だった（メイ）
- ひみつのアイプリ リング編（八王子ビビ）
- mono（男の子、あんこ、女子生徒）
- 銀河特急 ミルキー☆サブウェイ（チハル）
- わたしが恋人になれるわけないじゃん、ムリムリ!（※ムリじゃなかった!?）（クラスメイト女子）
- 瑠璃の宝石（岩雲舞花）
- ずたぼろ令嬢は姉の元婚約者に溺愛される（観客、ツェツィーリエ）
- 雨と君と（マラカスの子）

### Webアニメ
- ブルーアーカイブ「beautiful day dreamer」（2022年、花岡ユズ）

### ゲーム
2019年
- クイズRPG 魔法使いと黒猫のウィズ（ネイハ・コガナ）

2021年
- 少女キャリバーio（ミョルニル）
- ブルーアーカイブ -Blue Archive-（2021年 - 2024年、花岡ユズ）

2023年
- 逆転オセロニア（フラウフラン）
- 東方LostWord（因幡てゐ、魂魄妖夢、レミリア・スカーレット）
- グランドサマナーズ（閃鬼ハズキ）

2024年
- リバースブルー×リバースエンド（闇虹）
- モンスターストライク（2024年 - 2025年、ワン・ワン、ツェーン）
- アズールレーン（Z11）

2025年
- ボンバーガール レインボー（スイスイ）
- PROGRESS ORDER（サプハ）
- 虹彩都市（一華百花）

### ラジオドラマ
- ポケット・ストーリーズ（2022年）

### CM
- ラブネイル ネイルスタンパー すみっコぐらしDXセット（2021年）
- Dr.Grip 青春は疲れない（2022年）

### その他コンテンツ
- 地球ひらかたパーク×NTT西日本 闇遊園地でかくれんぼ（2019年、しおりの声）
- ドラえもん&Fキャラオールスターズ ゆめの町、Fランド（2024年、宙ポコ）[22]
- リンカイ!（2025年、岐阜鮎遊）

## ディスコグラフィ

### キャラクターソング
| 発売日         | タイトル                                                        | 歌                                                                   | 楽曲                     | 備考                                                                  |
| -------------- | --------------------------------------------------------------- | -------------------------------------------------------------------- | ------------------------ | --------------------------------------------------------------------- |
| 2022年11月23日 | わたしたちのクエスト                                            | ミレニアムサイエンススクール ゲーム開発部                            | 「わたしたちのクエスト」 | Webアニメ『ブルーアーカイブ beautiful day dreamer』エンディングテーマ |
| 2024年9月25日  | 負けヒロインが多すぎる！ マケイン応援！カバーソングコレクション | 小鞠知花（寺澤百花）                                                 | 「feel my soul」         | テレビアニメ『負けヒロインが多すぎる！』エンディングテーマ            |
| 2024年9月25日  | 負けヒロインが多すぎる！ マケイン応援！カバーソングコレクション | 小鞠知花（寺澤百花）                                                 | 「明日も」               | テレビアニメ『負けヒロインが多すぎる！』関連曲                        |
| 2024年9月25日  | 負けヒロインが多すぎる！ マケイン応援！カバーソングコレクション | 八奈見杏菜（遠野ひかる）、焼塩檸檬（若山詩音）、小鞠知花（寺澤百花） | 「最上級にかわいいの!」  | テレビアニメ『負けヒロインが多すぎる！』関連曲                        |